# Shultz Peak
Der Shultz Peak ist ein spitzer Berg im ostantarktischen Viktorialand. Er ragt 11 km südlich des Mount Armytage und oberhalb der Nordflanke des Mawson-Gletschers auf. 
Der United States Geological Survey kartierte ihn anhand eigener Vermessungen und Luftaufnahmen der United States Navy. Das Advisory Committee on Antarctic Names benannte ihn im Jahr 1965 nach Leutnant Willard E. Schultz, Versorgungsoffizier der United States Navy auf der McMurdo-Station im Jahr 1962.